# Schickedanz Open 1988
Lo Schickedanz Open 1988 è stato un torneo di tennis facente parte della categoria ATP Challenger Series nell'ambito dell'ATP Challenger Series 1988. Il torneo si è giocato a Fürth in Germania dal 18 al 24 luglio 1988 su campi in terra rossa.

## Vincitori

### Singolare
Hans-Dieter Beutel ha battuto in finale  Richard Vogel con il punteggio di 1–6, 6–3, 6–4

### Doppio
Michael Stich /  Martin Sinner hanno battuto in finale  Wojciech Kowalski /  Adrian Marcu con il punteggio di 4–6, 6–3, 7–6